# A9CAD
A9CAD — бесплатная САПР для 2-мерного черчения и проектирования. A9CAD позволяет решать задачи двухмерного проектирования, такие как подготовка инженерных и строительных чертежей, схем и планов. Программа выпускалась только на английском языке и по условиям лицензионного соглашения запрещалось делать переводы на иные языки. Исходный код закрытый.

## История
Программа создана группой разработчиков компании A9Tech Inc., головной офис которой расположен в городе Редмонд, штат Вашингтон, США.

## Поддержка файлов
Программа работает с двумя форматами файлов: DXF и DWG. Экспорт и сохранение чертежа осуществляется в форматы DXF, DWG и EMF.

## Поддерживаемые операционные системы
A9CAD сертифицирована для работы в семействе операционных систем Microsoft Windows. Версия 2.2.1 поддерживает операционные системы Windows 98, Windows ME, Windows 2000 и Windows XP. Хотя официально и не поддерживается операционная система Linux, но программа может быть успешно запущена благодаря Wine.

## Особенности
Программа даёт возможность использовать в качестве фона для созданного чертежа графический файл одного из наиболее распространённых форматов, например, jpeg или gif.

## Статьи
- Осваиваем A9CAD. forumhouse.ru (19 июня 2014). Дата обращения: 21 сентября 2016.